# Malcolm Munthe
Pour les articles homonymes, voir Munthe.
Le major Malcolm Munthe MC, né le 30 janvier 1910, mort le 24 novembre 1995, est un militaire, écrivain et curateur britannique, fils du médecin et écrivain suédois Axel Munthe et de sa seconde épouse Hilda Pennington-Mellor.

## Biographie
Malcolm Munthe fut élevé entre la cour de Suède, l'Italie et la Grande-Bretagne où sa mère possédait deux grands domaines, Hellens dans le Herefordshire et Southside House à Wimbledon. Il devient sujet britannique lorsqu'éclate la Seconde Guerre mondiale dans l'intention de participer aux combats, la Suède étant restée neutre durant le conflit.
Il est d'abord affecté au régiment des Gordon Highlanders sans autre motif que celui d'avoir un prénom écossais. Il est ensuite recruté dans le corps des agents de la Direction des opérations spéciales (Special Operations Executive ou SOE) où il remplit des missions d'espionnage et de sabotage derrière les lignes ennemies, en Scandinavie occupée (aussi bien en Suède qu'en Norvège). Il fit notamment exploser un train de munitions allemand, à quelques kilomètres seulement de sa maison familiale d'Hildasholm à Leksand, en Dalécarlie. Il relate dans ses mémoires de Guerre (Sweet is War) qu'il ne réussit à s'échapper que de justesse. Il fut ensuite envoyé par le SOE en Italie du sud où il participa à l'opération Shingle.
En Scandinavie, le major Munthe constitua un réseau d'amis, qu'il appela le « Cheval rouge » (Red Horse), paraphrasant le mouron rouge (The Scarlet pimpernel) de la baronne Orczy. En Italie du sud, il continua à jouer sur les ressemblances, se déguisant en une vieille dame corpulente pour dissimuler un émetteur de radio alors qu'il franchissait les lignes ennemies, afin de coordonner l'activité du SOE en zone occupée. Il joua encore un rôle essentiel dans la libération du philosophe libéral Benedetto Croce et de sa famille, qui étaient retenus en captivité à Sorrente. Il réussirent à fuir à Capri où ils trouvèrent refuge dans la Villa San Michele d'Axel Munthe, le père de Malcolm.
Le major Malcolm Munthe fut décoré de la Croix militaire britannique (Military Cross) pour ses actes de bravoure.
Après la guerre, Malcolm Munthe continua ses activités militaires et s'engagea dans des projets sociaux qu'il décrit dans son livre The Bunty Boys. En 1945, il épousa l'honorable Ann Felicity Rea dont il avait connu le père Philipp Russel Rea, deuxième baron Rea. Ce dernier était aide de camp du brigadier Colin Gubbins (le chef du SOE) et devint par la suite le chef du parti libéral à la Chambre des lords britannique. Le couple eut trois enfants, Adam John né en 1946,Guy Sebastian (1948-1992) et Katriona Munthe-Lindgren, née en 1955.
Ayant échoué dans sa carrière politique au sein du parti conservateur, Malcolm Munthe se consacra à l'entretien des maisons familiales en Angleterre, en Suède et en Italie. Il vendit ce qui restait des propriétés de son père à Capri (la Villa Materita entre autres) et acheta le Castello di Lunghezza, un château de 108 pièces à proximité de Rome. Il ouvrit au public la propriété d'Hildasholm, qui avait été construite par Axel Munthe pour sa femme Hilda dans le nord de la Suède, et fit de même avec Hellens et Southside House en Angleterre, sous les auspices de la fondation de charité Pennington-Mellor-Munthe, actuellement présidée par son fils aîné.
Malcolm Munthe consacra ses dernières années à assurer le bon fonctionnement de ces domaines et à l'écriture, rédigeant notamment une histoire d'Hellens. Il était considéré par Sir Angus Ogilvy comme « le dernier véritable excentrique anglais ». Il s'éteignit à Southside House en novembre 1995.

## Source
- (en) Cet article est partiellement ou en totalité issu de l’article de Wikipédia en anglais intitulé « Malcolm Munthe » (voir la liste des auteurs).